# Аппанкур
Аппанку́р (фр. Happencourt) — коммуна во Франции, находится в регионе Пикардия. Департамент коммуны — Эна. Входит в состав кантона Рибмон. Округ коммуны — Сен-Кантен.
Код INSEE коммуны — 02367.

## Население
Население коммуны на 2010 год составляло 148 человек.
| 1962 | 1968 | 1975 | 1982 | 1990 | 1999 | 2010 |
| ---- | ---- | ---- | ---- | ---- | ---- | ---- |
| 161  | 201  | 183  | 143  | 167  | 162  | 148  |

## Экономика
В 2010 году среди 99 человек трудоспособного возраста (15—64 лет) 72 были экономически активными, 27 — неактивными (показатель активности — 72,7 %, в 1999 году было 71,1 %). Из 72 активных жителей работали 66 человек (39 мужчин и 27 женщин), безработных было 6 (3 мужчин и 3 женщины). Среди 27 неактивных 7 человек были учениками или студентами, 7 — пенсионерами, 13 были неактивными по другим причинам.